# Puntal
|  | Per a altres significats, vegeu «Puntal (desambiguació)». |

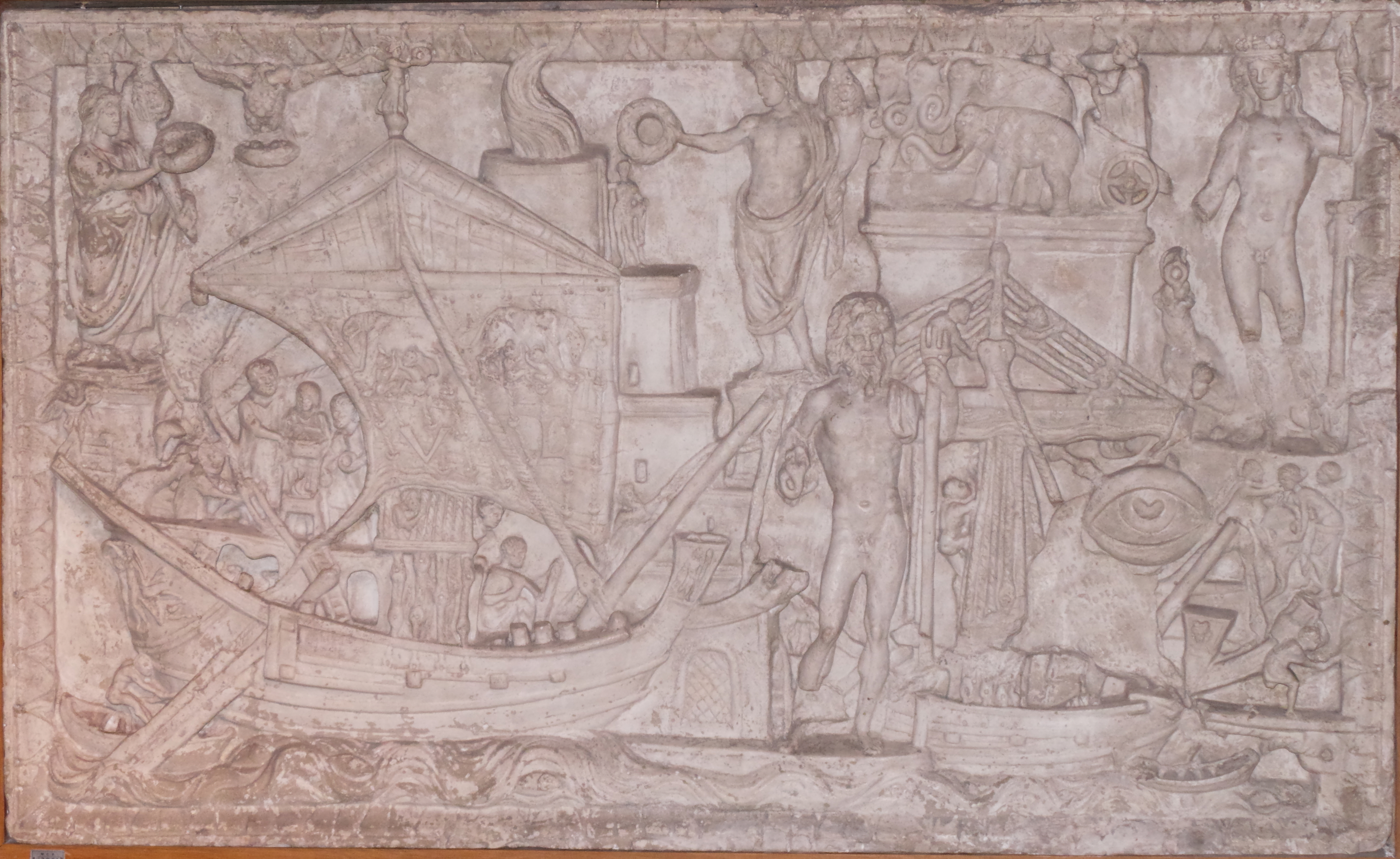
Dos vaixells romans descarregant amb puntals al port d'Ostia.

Puntal o ploma guarnit simple.

El puntal o ploma és una peça cilíndrica allargada, de dimensió i material variable amb la part inferior, està arrelada a una estructura ferma, que no es pot moure. A l'extrem superior del puntal o ploma trobem l amantina. L'amantina és una corda que sosté la barra horitzontal del puntal i de l'extrem surt un cable que sosté la càrrega. Al seu torn, dos caps anomenats osta mouen el puntal horitzontalment per poder traslladar la càrrega d'un lloc a l'altre.
El puntal ha estat durant la història, l'element fonamental de càrrega i descàrrega a bord dels vaixells mercants, a causa del seu baix manteniment i fàcil maneig, però amb el pas dels anys i la modernització dels mètodes de càrrega i descàrrega, ha estat progressivament substituït per grues, que necessiten menys personal per a la seva utilització.
- 1 Cable al ganxo = Amantina
- 2 Cable a la ploma o puntal = Amantina
- 3 Cable entre plomes = Ocellet
- 5 Motor o gigre d'Amantina
- 6 Cable d'Ostes

Amb diversos puntals es poden realitzar diferents maniobres i treballar de diferents maneres. La més utilitzada és el sistema de treball "a l'americana" que consisteix a unir els dos amants de dos plomes i utilitzar només un Osta de cada un dels dos puntals emprats. Aquest sistema permet a més d'una major versatilitat en els seus moviments una major capacitat de càrrega per part dels puntals, podent així hissar i arriar carregaments que amb un sol puntal no es podia.

Puntals Guarnit a l'americana
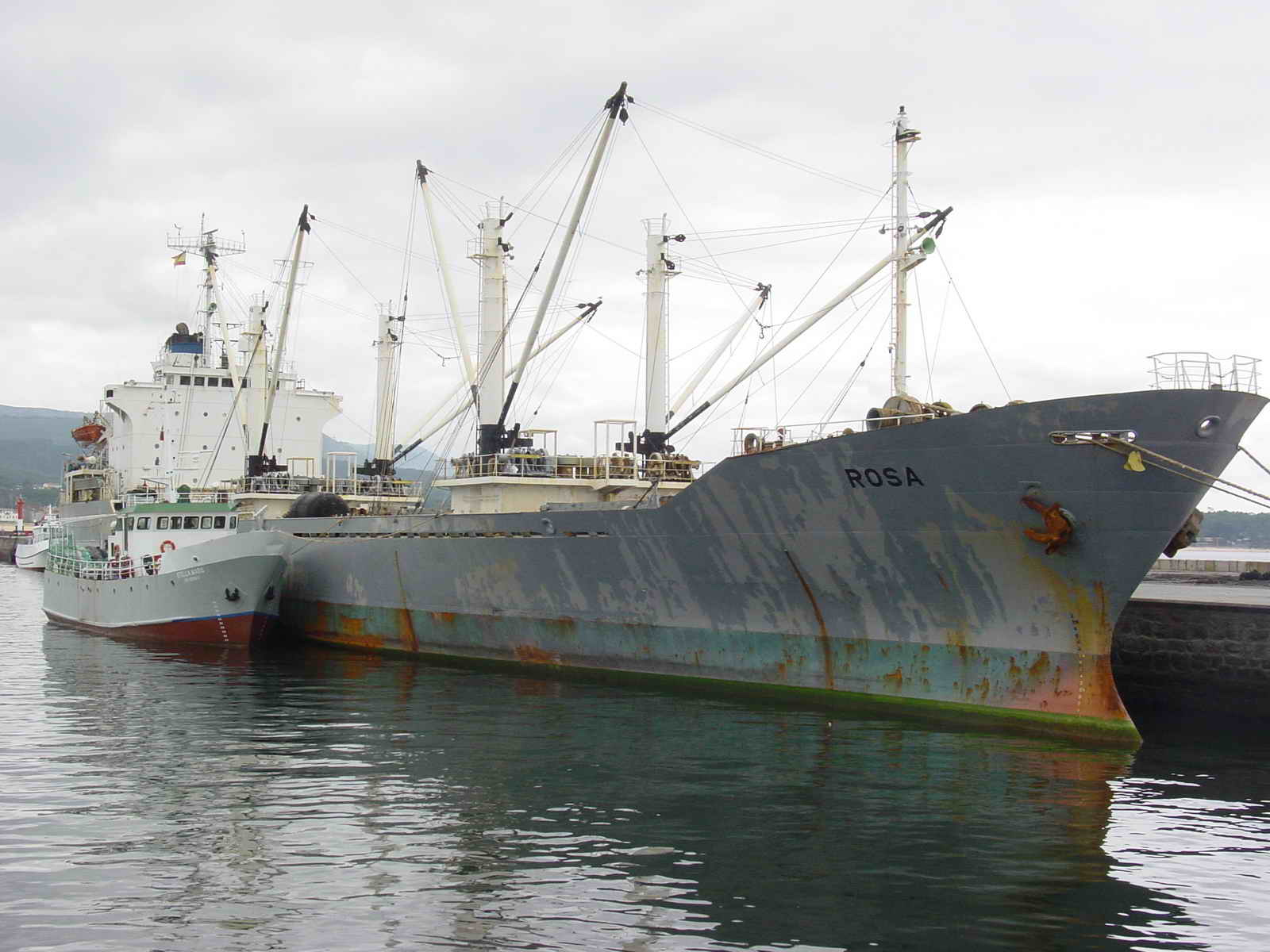
Antic vaixell de càrrega amb puntals

## Mida
Puntal del vaixellÉs la mesura vertical des de l'extrem superior de la quilla fins a la unió de l'enfilament de la ""cinta" amb la coberta principal a nivell del trancanell.
Per extensió, «puntal» és tota mesura vertical del buc d'un vaixell, per això es parla de, puntal de braçola o d'entrecoberta.
{\displaystyle P=C+F\,}
on:
- P = Puntal.
- C = Calat.
- F = francbord